# باشگاه والیبال سسی سائو پائولو
باشگاه والیبال سسی سائوپائولو با نام مستعار سسی-اس پی (به انگلیسی: SESI São Paulo) یک باشگاه حرفه‌ای والیبال مردان مستقر در سائو پائولو، برزیل است که در سوپر لیگا حضور دارد.

## دست آوردها
- سوپر لیگ برزیل
- قهرمان (۱): ۱۱-۲۰۱۰
- نایب قهرمان (۱): ۱۴-۲۰۱۳
- پائولیستا
- قهرمان (۳): ۲۰۰۹، ۲۰۱۱، ۲۰۱۲
- نایب قهرمان (۱): ۲۰۱۰
- قهرمانی باشگاه‌های آمریکای جنوبی
- قهرمان (۱): ۲۰۱۱